# Ghetti ebraici in Italia
Numerosi ghetti ebraici furono istituiti in Italia tra il XVI e il XIX secolo nelle città di residenza degli ebrei, secondo i dettami della bolla "Cum nimis absurdum" di papa Paolo IV del 1555. La chiusura dei ghetti avvenne nell'Ottocento come conseguenza del processo di emancipazione degli ebrei italiani.

## Storia
L'istituzione dei ghetti a partire dal XVI secolo fu limitata al Centro-Nord d'Italia, poiché come conseguenza dei decreti di espulsione non esistevano più all'epoca comunità ebraiche nel Meridione. In alcune realtà locali gli ebrei furono capaci di ritardare (come in Piemonte) o evitare (come a Livorno o a Pisa) l'istituzione del ghetto, o limitarne alcuni degli effetti restrittivi. Fu solo comunque alla fine del Settecento, con la diffusione degli ideali della rivoluzione francese e l'occupazione francese che i ghetti furono progressivamente aboliti. L'emancipazione degli ebrei promossa in Piemonte fin dal 1848 dallo Statuto Albertino divenne legge del nuovo Stato italiano. L'ultimo ghetto ad essere abolito fu quello di Roma nel 1870, all'indomani dell'annessione.
Molti dei ghetti furono abbandonati dalla popolazione ebraica e caddero in una situazione di degrado e abbandono, altri rimasero il centro (non più coatto) della vita della comunità locale. A cavallo tra Ottocento e Novecento molti dei ghetti furono interessati dall'opera di risanamento di cui furono oggetto molti degli antichi centri storici delle città italiane. Alcuni ghetti furono totalmente demoliti (Firenze), in altri casi largamente rimaneggiati con demolizioni e sventramenti (Roma, Mantova). In altri casi il ghetto si è conservato pressoché integro (Venezia).
Oggi è in molti casi ancora possibile riconoscere l'area dei vecchi ghetti, il luogo dove erano collocate le porte, le abitazioni con i loro cortili e passaggi interni, le sinagoghe che di regola dovevano essere nascoste e prive di segni esteriori di riconoscimento. In anni recenti, i ghetti sono diventati una attrazione turistica e sforzi sono stati compiuti da alcune amministrazioni locali per preservarne le tracce rimaste e farne parte fruibile di itinerari turistici. La logica della preservazione della memoria e della conservazione di ambienti anche non monumentali ma di interesse storico sta sostituendosi alla politica dell'abbandono e dell'incuria che specie nei decenni successivi alla seconda guerra mondiale ha causato perdite inestimabili al patrimonio storico, artistico e culturale italiano.
Il termine ghetto deriva dalla zona di Venezia che fu riservata agli ebrei, “getto” che sta per "gettata", riferendosi alla fonderia del rame che sorgeva in quel quartiere.

## I ghetti ebraici in Italia
L'elenco (incompleto) offre una lista, regione per regione secondo l'ordine di istituzione, dei ghetti ebraici in Italia, con l'anno di apertura e di chiusura definitiva e note sintetiche sul loro attuale stato di preservazione:

### Piemonte
- Ghetto di Torino (1679-1848)
- Ghetto di Fossano (1705-1848)
- Ghetto di Alessandria (1723-1848)
- Ghetto di Asti (1723-1848)
- Ghetto di Casale Monferrato (1723-1848)
- Ghetto di Nizza Monferrato (1723-1848)
- Ghetto di Trino (1723-1848)
- Ghetto di Vercelli (1723-1848)
- Ghetto di Biella (1724-1848)
- Ghetto di Carmagnola (1724-1848)
- Ghetto di Chieri (1724-1848)
- Ghetto di Cuneo (1724-1848)
- Ghetto di Ivrea (1724-1848)
- Ghetto di Mondovì (1724-1848)
- Ghetto di Saluzzo (1724-1848)
- Ghetto di Acqui Terme (1731-1848)
- Ghetto di Moncalvo (1732-1848)
- Ghetto di Cherasco (1740-1848)
- Ghetto di Savigliano (1774-1848)

### Lombardia
- Ghetto di Mantova (1612-1798), parzialmente demolito (1904)
- Ghetto di Iseo (1740-1945)

### Veneto
- Ghetto di Venezia (1516-1797), integro
- Ghetto di Verona (1600-1797)
- Ghetto di Padova (1603-1797)

### Friuli-Venezia Giulia
- Ghetto di Trieste (1684-1784)
- Ghetto di Gorizia (1698-1784)
- Ghetto di Gradisca (1769-1782)

### Emilia-Romagna
- Ghetto di Bologna (1566-1859)
- Ghetto di Mirandola (1602-1637)
- Ghetto di Ferrara (1627-1859)
- Ghetto di Cento (1638-1831)
- Ghetto di Lugo (1639-1831)
- Ghetto di Reggio nell'Emilia (1669-1797)

### Liguria
- Ghetto di Genova
- Ghetto di Lerici

### Toscana
- Ghetto di Firenze (1571-1848), demolito (1885-1895)
- Ghetto di Siena (1571-1848)
- Ghetto di Pitigliano (1622-1861)

### Trentino
- Ghetto di Borgo Valsugana (n.a.-n.a.)
- Ghetto di Mori (n.a.-n.a.)
- Ghetto di Nomi (n.a.-n.a.)
- Ghetto di Pergine Valsugana (n.a.-n.a.)
- Ghetto di Riva del Garda (n.a.-n.a.)
- Ghetto di Rovereto (n.a.-n.a.)
- Ghetto di Strigno (n.a.-n.a.)
- Ghetto di Trento (n.a.-n.a.)

### Marche
- Ghetto di Ancona (1555-1861)
- Ghetto di Osimo (1555-1861)
- Ghetto di Pesaro (1632-1861)
- Ghetto di Urbino (1633-1861)
- Ghetto di Senigallia (1634-1861)

### Lazio
- Ghetto di Roma (1555 - 1870)
- Ghetto di Fondi
- Ghetto di Ronciglione (n.a.-n.a.) [1]
- Ghetto di Sacrofano (n.a.-n.a.)
- Ghetto di Tivoli (1555-1847)
- Ghetto di Sermoneta (n.a-n.a)

### Campania
- Ghetto di Salerno (ca. 1000 - 1541)[3]
- Ghetto di Capua (1375-1540)[4]

### Puglia
- Ghetto di Manduria
- Ghetto di Altamura

### Calabria
- Giudecca di Nicotera

### Sardegna
- Ghetto di Cagliari  (n.a.-1492)
- Ghetto di Sassari (n.a.-1492)
- Ghetto di Alghero (n.a.-1492)

### Sicilia
- Giudecca di Siracusa (n.a.-1492), ex ghetto ebraico[5]
- Giudecca di Caltagirone (n.a - 1492), oggi Zona Miracoli